# Cordón Mariano Moreno
El cordón Mariano Moreno o cordón Teniente Merino es un macizo montañoso casi totalmente cubierto de hielo que emerge en el centro del campo de hielo patagónico sur, en el área no demarcada de la zona de litigio que tienen Argentina y Chile. El cordón es una falla especial distinta a los Andes, cercana a la cordillera de la costa chilena, se extiende por unos 10 km en dirección norte sur al noroeste del lago Viedma y al sudoeste del monte Fitz Roy. Su máxima elevación alcanza los 3302 m s. n. m., aunque algunas fuentes la sitúan en 3490 m s. n. m.

## Ubicación geográfica
Por su vertiente oriental se forma el glaciar Viedma que tras rodear el nunatak Viedma desagua en el lago homónimo, y por su vertiente occidental se halla el altiplano Caupolicán que forma el glaciar Pío XI (o Brüggen), tributario del fiordo Eyre en el océano Pacífico. El cordón limita al norte con el cerro Francisco Pascasio Moreno o Cerro Merino (3536 m s. n. m.), ubicado al sur del paso de los 4 Glaciares, y su límite sur es el cerro Gemelos Blancos (2127 m s. n. m.), ubicado al norte del cordón Risopatrón.
De norte a sur las principales prominencias del cordón son los cerros Punta Brava (3302 m s. n. m.), Dos Cuernos (3184 m s. n. m.), y Dos Cumbres (3162 m s. n. m.), teniendo los dos últimos cerros un par de prominencias notables cada uno.
En considerado por Argentina como portador de su límite con Chile, país que contesta esa opinión y lo considera completamente dentro de su territorio. Para Argentina, que solo reclama su vertiente oriental, es parte del departamento Lago Argentino de la provincia de Santa Cruz, integrando el parque nacional Los Glaciares. Para Chile todo el cordón se halla dentro del parque nacional Bernardo O'Higgins, en la comuna de Natales, provincia de Última Esperanza en la región de Magallanes y de la Antártica Chilena. Considerando la opinión argentina, su punto extremo más occidental en el continente americano se hallaría en las inmediación del cordón, pocos kilómetros al suroeste de él. En el acuerdo de 1998 entre ambos países se dejó el área pendiente de demarcación.

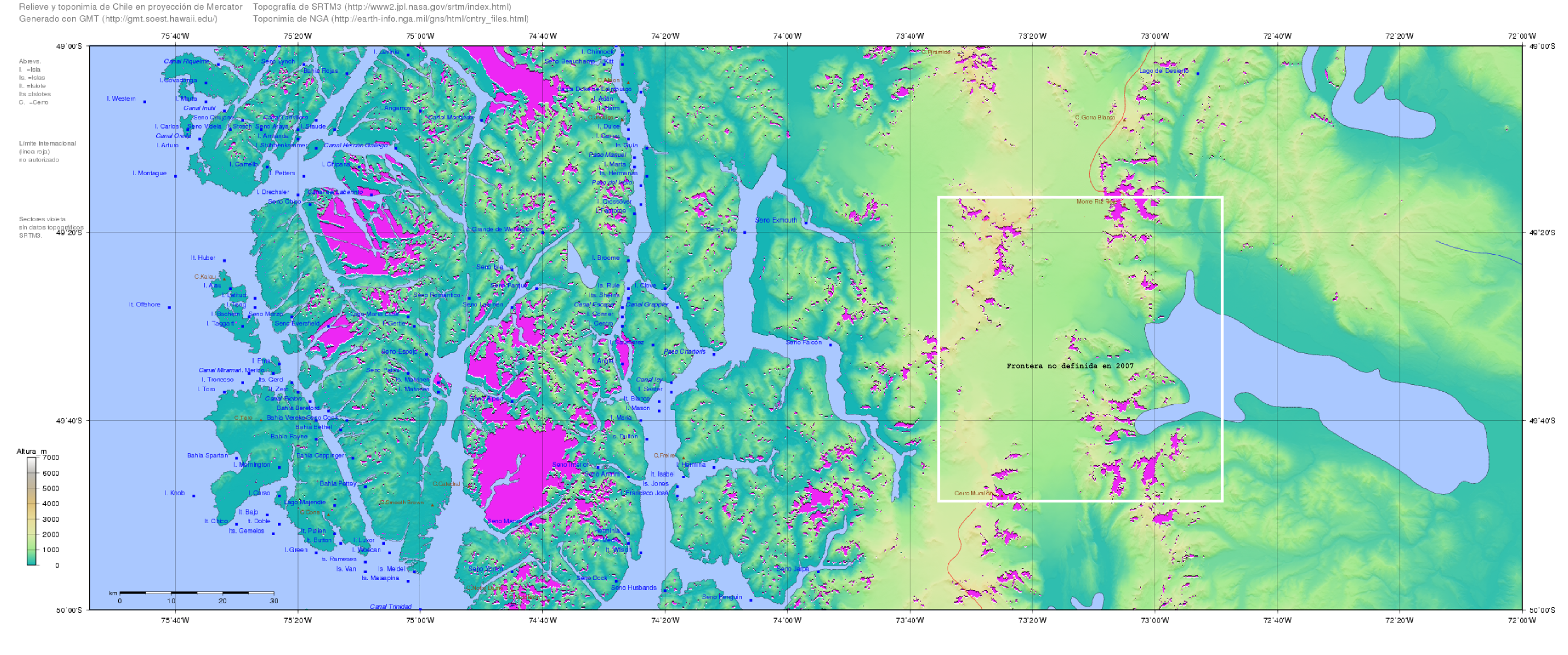
Mapa físico del área.

## Disputa por su posesión
El cordón, ubicado al oeste de las cumbres de la cordillera de los Andes, fue divisado por Francisco Pascasio Moreno tal como detalla una exposición suya para la Royal Geographical Society en 1899:

Lo he visto descender desde el oeste como un inmenso campo de hielo, desde la cresta de la cadena central, de 3000 metros de altura, que el hielo cubre hasta su vertiente occidental en el estrecho de Eyre. Al sur y al norte de éste se ven otros glaciares más estrechos en la extremidad de las bahías tipo fiordo.
Explorations in Patagonia

El rey Eduardo VII del Reino Unido dictó su laudo arbitral el 20 de mayo de 1902 no se expidió sobre el límite entre el monte Fitz Roy y el monte Stokes, que consideró ya delimitado en las actas de los peritos demarcadores de 1898, al creerse que entre ambas montañas la línea de las más altas cumbres coincidía con la línea de la divisoria continental de aguas.

Seguirá por dicha cresta pasando por el cerro Fitz Roy (304), los cerros que se elevan en el centro del ventisquero del lago Viedma (305) y las altas cumbres nevadas de la cordillera, hasta los cerros Geikie.
Acta del 3 de septiembre de 1898

Bajo los auspicios de la Sociedad Científica Alemana de Buenos Aires en 1915 el químico Alfredo Kölliker y el geólogo Lutz Witte exploraron el área al noroeste del lago Viedma en busca de confirmar la existencia de un campo de hielo trascordillerano en la zona, llegando al cordón Mariano Moreno, que exploraron en su sector septentrional. Estos exploradores dieron nombre al cordón en homenaje a Mariano Moreno y tomaron sus primeras fotografías, publicando en 1917 en Buenos Aires los relatos de sus exploraciones en el área. La teoría de los científicos de que el cordón sería divisorio de las aguas continentales dio lugar posteriormente a que Argentina lo reclamara como portador del límite internacional al estipularse que su altura real lo hacía divisor continental de aguas, mientras que Chile siguió sosteniendo el límite histórico acordado por los peritos en 1899 el cual corre por las elevaciones de la cordillera ubicadas al este.
La disputa sobre el territorio comenzó a partir de un estudio aerofotogramétrico de la zona realizado por la Fuerza Aérea de los Estados Unidos en 1947 que mostró al cordón Mariano Moreno o Teniente Merino y elaboró un mapa con la divisoria continental de aguas. 
Cuando entre el 10 y el 12 de febrero de 1990 se reunió la Comisión Mixta de Límites los demarcadores chilenos expresaron que el límite debía correr por los picos identificados por los peritos demarcadores en las actas de 1898, de acuerdo con los conocimientos y técnicas de esa época, que ignoraban la existencia del cordón Mariano Moreno, por lo que sostuvieron que en la zona la línea debía correr por el cordón Adela (cerros Torre, Ñato y Grande), Huemul, Campana y Murallón. Los demarcadores argentinos sostuvieron que la demarcación debía hacerse por las más altas cumbres que dividen aguas, de acuerdo a lo acordado en el Tratado de 1881 y con las técnicas más modernas disponibles para determinarlo. De acuerdo a eso determinaron que la línea debía ser trazada desde el Fitz Roy hasta un punto al noroeste del cordón Mariano Moreno / Teniente Merino, desde donde se debía seguir el criterio de las altas cumbres divisorias de aguas, pasando por el cordón y luego continuando hacia el cerro Murallón.
Al no ponerse de acuerdo los demarcadores, el 2 de agosto de 1991 los presidentes Carlos Menem (de Argentina) y Patricio Aylwin (de Chile) firmaron un acuerdo por el cual trazaron una línea poligonal que dividía en sectores de áreas similares el territorio disputado, pero para 1996 ninguno de los dos congresos nacionales había aprobado el acuerdo y debieron retirarlo. La línea poligonal, partiendo del Fitz Roy, alcanzaba un punto al este del cordón y luego seguía hacia el sudeste, dejando todo el cordón Mariano Moreno / Teniente Merono en territorio chileno.
Desde la firma del acuerdo para precisar el recorrido del límite desde el Monte Fitz Roy hasta el Cerro Daudet entre ambos países el 16 de diciembre de 1998 el cordón Mariano Moreno / Teniente Merino ha quedado incluido en la sección B del mismo, pendiente de ser trazada la línea limítrofe de acuerdo al Protocolo sobre Reposición y Colocación de Hitos en la Frontera Chileno-Argentina del 16 de abril de 1941 y al Plan de Trabajos y Disposiciones Generales que rige a la Comisión Mixta de Límites Chile-Argentina. El cordón Mariano Moreno queda dentro del área determinada entre los paralelos de latitud sur 49º10'00" y 49º47'30" y los meridianos de longitud oeste 73º38'00" y 72º59'00", entre los cuales la Comisión Mixta de Límites Chile-Argentina debe confeccionar una carta a escala 1:50 000 para poder demarcar el límite, que en los mapas oficiales chilenos es dibujada como un rectángulo sin línea limítrofe en su interior. El acuerdo ha establecido en su artículo 3° que todas las aguas que fluyen hacia el río Santa Cruz, del cual es tributario el lago Viedma, son consideradas como recurso hídrico propio de la República Argentina, mientras que aquellas que fluyen hacia los fiordos oceánicos lo son de Chile, por lo que cada país se comprometió a no alterar, en cantidad y calidad, esos recursos hídricos que estando en su territorio corresponden al otro país.